# Vytautas Briedis
Julius Vytautas Briedis (født 27. august 1940 i Nausėdžiai, død 22. september 2019 i Vilnius) var en litauisk roer.

## Rokarriere
Briedis begyndte at ro som femtenårig. Ved det første VM i 1962 var han med til at vinde sølv i otteren for Sovjetunionen, og både i 1963 og 1964 var han med til at vinde EM-sølv i denne bådtype.
Ved OL 1964 i Tokyo var han med til at sikre Sovjetunionen en fjerdeplads i otteren, og ved OL 1968 i Mexico City var han igen med i otteren, hvis besætning derudover bestod af Volodymyr Sterlyk, Antanas Bagdonavičius, Zigmas Jukna, Aleksandr Martysjkin, Valentyn Kravtjuk, Juozas Jagelavičius, Viktor Suslin og styrmand Jurij Lorentsson. Båden blev nummer tre i indledende heat og derpå nummer to i opsamlingsheatet, hvilket sikrede plads i A-finalen. Her var Vesttyskland hurtigst og fik guld foran Australien, men den sovjetiske båd sikrede sig bronze.

## OL-medaljer
- 1968:  Bronze i otter